# 바르바라 네델랴코바
바르바라 네델랴코바(슬로바키아어: Barbara Nedeljáková, 1979년 5월 16일~)는 슬로바키아의 배우이다.
체코슬로바키아 반스카비스트리차에서 태어났다.

## 출연 작품

### 영화
- 상하이 나이츠 (2003)
- 호스텔 (2005) - 나탈리아 역
- 둠 (2005)
- 옥수수밭의 아이들 (2011)
- 하이크 (2011, The Hike) - 토리 역
- 스트리퍼 vs 늑대인간 (2012, Strippers vs Werewolves) - 레이븐 역
- Whispers (2015)